# Internierungslager Camp d’Agde

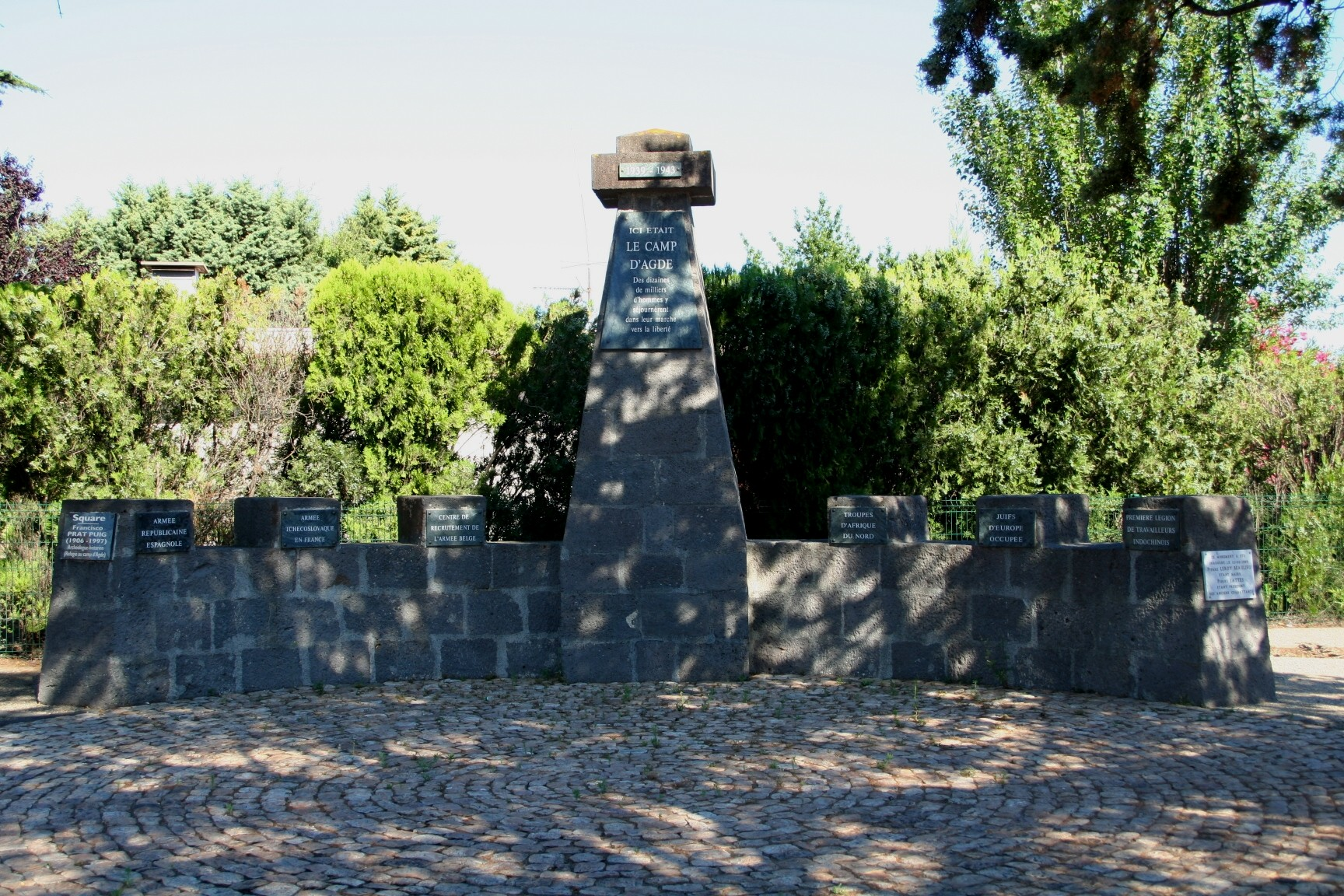
Denkmal zur Erinnerung an das Lager

Das südfranzösische Internierungslager Camp d’Agde war neben den Internierungslagern Camp de Gurs, Argelès-sur-Mer, Saint-Cyprien, Camp de Rivesaltes, Le Vernet, Septfonds und Bram für die Internierung der Überreste der spanischen republikanischen Volksarmee Ejército Popular de la República, kurz EPR, eingerichtet worden.
Nach Ende des spanischen Bürgerkrieges wurde das Internierungslager im März 1939 am östlichen Stadtrand von Agde errichtet. Das 30 Hektar große Internierungslager war für die Aufnahme von 20.000 Personen geplant. Durch die Aufnahme von mehr als 24.000 Flüchtlingen aus Spanien herrschten prekäre Verhältnisse. Ab September, nach der Verlegung der spanischen Flüchtlinge, diente das Lager der Nachwuchsgewinnung für die belgische Armee. Nach der Kapitulation Belgiens und Frankreichs wurden die angeworbenen Rekruten bis Ende August im Lager interniert.
Ab Ende 1940 internierte das Vichy-Regime im Lager Ausländer und Juden. Nach der Deportation der Insassen in die Vernichtungslager in Osteuropa wurde das Lager geschlossen und nach dem Abzug der Wehrmacht 1944 endgültig zerstört.